# Simulium gonzalezherrejoni
Simulium gonzalezherrejoni är en tvåvingeart som beskrevs av Diaz Najera 1969. Simulium gonzalezherrejoni ingår i släktet Simulium och familjen knott. Inga underarter finns listade i Catalogue of Life.